# Harvey Washington Wiley
Harvey Washington Wiley (Kent, 18 ottobre 1844 – Washington, 16 giugno 1930) è stato un chimico statunitense.
È stato presidente dell'American Chemical Society dal 1893 al 1894.

## Biografia
Nato nell'Indiana, Wiley ha frequentato l'Hanover College, prima di prendere parte alla guerra civile americana. Nel 1883 inizia a lavorare nel dipartimento dell'agricoltura degli Stati Uniti d'America, dove inizierà la sua carriera incentrata sull'adulterazione. Le sue ricerche porteranno nel 1906 all'approvazione del Pure Food and Drug Act.